# Psychoda spectabilis
Psychoda spectabilis és una espècie d'insecte dípter pertanyent a la família dels psicòdids.

## Descripció
- La femella fa 0,95-1,02 mm de llargària a les antenes, mentre que les ales li mesuren 1,77-1,95 de longitud i 0,75-0,80 d'amplada.
- La placa subgenital de la femella és ampla i trilobulada.
- El mascle no ha estat encara descrit.
- Les antenes presenten 14 segments.[2]

## Distribució geogràfica
Es troba a Papua Nova Guinea.